# Anthony Chemero
Anthony Chemero (* 13. März 1969) ist Distinguished Research Professor der Philosophie und Psychologie an der University of Cincinnati und Hauptmitglied des Center for Cognition, Action, and Perception und des Strange Tools Research Lab. Chemeros Forschung ist sowohl philosophisch als auch empirisch und konzentriert sich auf nichtlineares dynamisches Modellieren, ökologische Psychologie, komplexe Systeme, Phänomenologie und soziale Kognition. Er hat über 100 wissenschaftliche Artikel verfasst sowie die Bücher Radical Embodied Cognitive Science (2009, MIT Press) und, mit Stephan Käufer, Phenomenology (2015, Polity Press; second edition, 2021). Sein erstes Buch war Finalist für den Lakatos Prize for Philosophy of Science.
Chemero promovierte 1999 in Philosophie und Kognitionswissenschaft an der Indiana University. Von 1999 bis 2012 unterrichtete er als Professor für Psychologie am Franklin & Marshall College, einer privaten Hochschule in Lancaster, Pennsylvania. Seit 2012 ist er Professor der Philosophie und Psychologie an der University of Cincinnati.

## Publikationen

### Bücher
- Chemero, A. (2013). Radical embodied cognitive science. Review of General Psychology, 17(2), 145-150.
- Käufer, S., & Chemero, A. (2021). Phenomenology: an introduction. John Wiley & Sons.

### Wissenschaftliche Artikel und Buchkapitel
- Chemero, A. (2018). An outline of a theory of affordances. In How Shall Affordances Be Refined? (pp. 181-195). Routledge.
- Chemero, A., & Silberstein, M. (2008). After the philosophy of mind: Replacing scholasticism with science. Philosophy of science, 75(1), 1-27.
- Anderson, M. L., Richardson, M. J., & Chemero, A. (2012). Eroding the boundaries of cognition: Implications of embodiment 1. Topics in cognitive science, 4(4), 717-730.
- Dotov, D. G., Nie, L., & Chemero, A. (2010). A demonstration of the transition from ready-to-hand to unready-to-hand. PloS one, 5(3), e9433.
- Van Der Schyff, D., Schiavio, A., Walton, A., Velardo, V., & Chemero, A. (2018). Musical creativity and the embodied mind: Exploring the possibilities of 4E cognition and dynamical systems theory. Music & science, 1, 2059204318792319.
- Chemero, A. (2000). Anti-representationalism and the dynamical stance. Philosophy of Science, 67(4), 625-647.
- Baggs, E., & Chemero, A. (2021). Radical embodiment in two directions. Synthese, 198(Suppl 9), 2175-2190.
- Walton, A. E., Richardson, M. J., Langland-Hassan, P., & Chemero, A. (2015). Improvisation and the self-organization of multiple musical bodies. Frontiers in psychology, 6, 313.
- Gastelum-Vargas, M., Chemero, A., & Raja, V. (2024). Places for reasoning. Philosophical Transactions B, 379(1910), 20230294.
- Ross, W., Glăveanu, V., & Chemero, A. (2024). The Illusion of Freedom. Constraints in Creativity, 13, 166.
- Wilkinson, T., & Chemero, A. (2024). Affordances, phenomenology, pragmatism and the myth of the given. Phenomenology and the Cognitive Sciences, 1-17.